# Леналидомид
Леналидомид — представитель нового класса противоопухолевых иммуномодуляторов, оказывает иммуномодулирующее и антиангиогенное действие.
С 2012 года включён в перечень ЖНВЛП. Входит в российские стандарты оказания медицинской помощи пациентам с миеломой и другими злокачественными плазмоклеточными новообразованиями, а также в качестве поддерживающей терапии после трансплантации костного мозга.
Леналидомид (оригинальное лекарственное средство "Ревлимид") – структурный аналог Талидомида, который обладает выраженным тератогенным действием. Известно, что прием талидомида беременными женщинами вызывает тяжелые и жизнеугрожающие нарушения внутренних органов плода. Экспериментальные исследования Леналидомида на обезьянах показали результаты, сходные с описанными ранее результатами для Талидомида. Риск развития врожденных дефектов очень высок, если Леналидомид применяется во время беременности. Thalidomide (Талидомид, запрещен в России) был допущен FDA для лечения проказы, туберкулёза, СПИДа и множественной миеломы. Однако Всемирная организация здравоохранения не рекомендует применять Талидомид для этой цели из-за возможных злоупотреблений. Тем не менее, более дорогой Леналидомид (Метибластан), который на несколько порядков дороже Талидомида, и вызывает те же самые тератогенные последствия что и Талидомид (см. побочное действие) – официально допущен к применению на территории РФ, и даже включён в перечень ЖНВЛП.

## Фармакологическое действие
Индуцирует пролиферацию Т-лимфоцитов и повышает синтез интерлейкина-2 и интерферона гамма, а также повышает цитотоксическую активность собственных Т-киллеров. Ингибирует пролиферацию клеток различных линий гемопоэтических опухолей, главным образом тех, которые имеют цитогенетические дефекты хромосомы 5.

Ингибирует ангиогенез, блокируя образование микрососудов и эндотелиальных каналов, а также миграцию эндотелиальных клеток на модели ангиогенеза in vitro. Кроме того, леналидомид ингибирует синтез проангиогенного сосудистого эндотелиального фактора роста.
Ингибирует секрецию провоспалительных цитокинов, включая ФНО-альфа, интерлейкин-1бета, 6 и 12 из липосахарид-стимулированных периферических мононуклеарных клеток крови; повышает продукцию противовоспалительного цитокина (интерлейкин-10) из этих клеток, вследствие чего происходит ингибирование экспрессии, но не ферментной активности ЦОГ-2.
На модели дифференциации эритроидных клеток-предшественниц индуцировал экспрессию фетального Hb (которую оценивали по дифференциации CD34+ стволовых гемопоэтических клеток).

## Фармакокинетика
Леналидомид представляет собой рацемическую смесь S(-) и R(+) изомеров. После приёма внутрь леналидомид быстро всасывается; TCmax после однократного приёма — 0.625-1.5 ч. Приём пищи не влияет на степень абсорбции. Фармакокинетика имеет линейный характер. Cmax и AUC повышаются пропорционально увеличению дозы. Повторный приём препарата не приводят к его кумуляции.

У пациентов с множественной миеломой леналидомид быстро абсорбируется, TCmax 0.5-4 ч после приёма, как в 1-й день, так и на 28-й день. Cmax и AUC повышаются пропорционально как при однократном, так и при повторном приёме препарата. [Экспозиция] леналидомида у пациентов с множественной миеломой выше, чем у здоровых добровольцев, что объясняется более низким отношением клиренса к фильтрации при множественной миеломе 300 и 200 мл/мин соответственно. TCss — 4 дня.
Связь с белками плазмы у пациентов с множественной миеломой и здоровых добровольцев — 22,7 % и 29,2 % соответственно. Приблизительно 60 % леналидомида выводится почками в неизмененном виде. Т1/2 повышается с увеличением дозы, с 3 ч в дозе 5 мг до 9 ч при дозе 400 мг. 

При ХПН выведение леналидомида замедляется пропорционально степени нарушения функции почек. При КК менее 50 мл/мин AUC повышается на 56 %. Т1/2 повышается с 3.5 ч (при КК выше 50 мл/мин) до 9 ч (при КК менее 50 мл/мин.

## Показания
Множественная миелома (в комбинации с дексаметазоном) у пациентов, которые получили, по крайней мере, одну линию терапии а также для лечения пациентов с ранее не леченой множественной миеломой, которым не показана трансплантация костного мозга.

## Режим дозирования
Впервые диагностированная ММ
Леналидомид в комбинации с дексаметазоном до прогрессирования заболевания у пациентов, которым не показана трансплантация костного мозга
Рекомендуемая доза
Рекомендуемая начальная доза леналидомида составляет 25 мг 1 раз в день внутрь с 1 по 21 день повторных 28-дневных циклов. Рекомендуемая доза дексаметазона составляет 40 мг 1 раз в день внутрь в 1, 8, 15 и 22 дни повторных 28-дневных циклов. Пациенты могут продолжать терапию леналидомидом и дексаметазоном до прогрессирования заболевания или появления признаков непереносимости.
Леналидомид в комбинации с мелфаланом и преднизолоном с последующей поддерживающей монотерапией у пациентов, которым не показана трансплантация костного мозга
Рекомендуемая доза
Рекомендуемая начальная доза леналидомида составляет 10 мг 1 раз в день внутрь с 1 по 21 день повторных 28-дневных циклов (общей численностью до 9 циклов), а мелфалана – 0,18 мг/кг и преднизолона – 2 мг/кг внутрь на 1-4 дни повторных 28-дневных циклов. Пациентам, которые завершили 9 полных циклов или не могут получать комбинированную терапию из-за непереносимости, назначают монотерапию леналидомидом в дозе 10 мг 1 раз в день внутрь с 1 по 21 день повторных 28-дневных циклов до прогрессирования заболевания.
ММ у пациентов, получивших, как минимум, одну линию терапии
Внутрь, капсулы следует проглатывать целиком, не разламывая или разжевывая, 1 раз в день в одно и то же время до или после приёма пищи, запивая водой. Рекомендуемая начальная доза 25 мг в 1-21 день 28-дневного цикла.

Дексаметазон в дозе 40 мг принимают 1 раз в день в 1-4, 9-12 и 17-20 дни каждого 28-дневного цикла в ходе первых 4 циклов терапии, а затем по 40 мг 1 раз в день в 1-4 дни каждого последующего 28-дневного цикла. 

При возникновении нейтропении, тромбоцитопении или др. видов токсичности 3 и 4 ст. требуется модификация дозы в ходе лечения или при его возобновлении: при снижении числа тромбоцитов менее 30 тыс./мкл лечение приостанавливают, при восстановлении числа тромбоцитов до 30 тыс./мкл и более лечение возобновляют в дозе 15 мг/сут; при каждом последующем снижении числа тромбоцитов менее 30 тыс./мкл лечение приостанавливают и при восстановлении числа тромбоцитов до 30 тыс./мкл и более лечение возобновляют в дозе на 5 мг меньше предыдущей дозы (не использовать дозы менее 5 мг/сут); при снижении числа нейтрофилов менее 500/мкл лечение приостанавливают, при восстановлении числа нейтрофилов до 500/мкл и более и, если нейтропения является единственным проявлением токсичности, лечение возобновляют в дозе 25 мг/сут, при восстановлении числа нейтрофилов до 500/мкл и более и, если имеются др. проявления токсичности, лечение возобновляют в дозе 15 мг/сут; при каждом последующем снижении числа нейтрофилов менее 500/мкл лечение приостанавливают и при восстановлении числа нейтрофилов до 500/мкл и более лечение возобновляют в дозе на 5 мг меньше предыдущей дозы (не использовать дозы менее 5 мг/сут).
У пожилых пациентов коррекции дозы не требуется, но дозу препарата подбирают осторожно с контролем функции почек во время лечения, поскольку вероятность нарушения функции почек и, соответственно, чувствительность к препарату в старшей возрастной группе выше.
При ХПН требуется коррекция дозы препарата в зависимости от показателей КК: при КК 50 мл/мин и более — 25 мг/сут, КК 30-50 мл/мин — 10 мг/сут (доза может быть повышена до 15 мг/сут после 2 циклов терапии при отсутствии ответа на терапию, но хорошей её переносимости), КК менее 30 мл/мин (при отсутствии необходимости проведения гемодиализа) — 15 мг/сут через день, КК менее 30 мл/мин (при необходимости проведения гемодиализа) — 15 мг/сут 3 раза в неделю после каждого сеанса гемодиализа.

## Побочное действие
При применении леналидомида/дексаметазона наиболее часто наблюдались: нейтропения (39.4 %), мышечная слабость (27.2 %), астения (17.6 %), запор (23.5 %), мышечные судороги (20.1 %), тромбоцитопения (18.4 %), анемия (17 %), диарея (14.2 %) и сыпь (10.2 %). Наиболее тяжёлыми являлись венозная тромбоэмболия (тромбоз глубоких вен, ТЭЛА), нейтропения 4 ст. Нейтропения и тромбоцитопения в значительной степени зависели от дозы, что позволяет их контролировать путём снижения дозы леналидомида/дексаметазона.
Частота: очень часто: (более1/10); часто (более 1/100, менее 1/10); нечасто (более 1/1000, менее 1/100), редко (более 1/10000, менее 1/1000) и очень редко (менее 1/10000, включая единичные случаи).
Отмеченные (*) побочные эффекты встречались значительно чаще при терапии леналидомидом/дексаметазоном.

### Со стороны органов кроветворения
Очень часто — нейтропения*, тромбоцитопения*, анемия*; часто — фебрильная нейтропения, панцитопения, лейкопения*, лимфопения*; нечасто — гранулоцитопения, гемолитическая анемия, в том числе аутоиммунная, гемолиз, моноцитопения, лейкоцитоз, лимфаденопатия.

### Со стороны сердечно-сосудистой системы
Часто — фибрилляция предсердий, сердцебиение, тромбоз глубоких вен*, снижение АД*, повышение АД, ортостатическая гипотензия, «приливы» крови к коже лица; нечасто — застойная сердечная недостаточность, отёк лёгких, недостаточность клапанов сердца, трепетание предсердий, тригеминия, брадикардия, тахикардия, удлинение интервала Q-T на ЭКГ, сосудистый коллапс, тромбоз и/или тромбофлебит поверхностных или глубоких вен конечностей, петехии, гематома, постфлебитический синдром, ишемия периферических сосудов.

### Со стороны органов чувств
Часто — головокружение, нечеткость зрительного восприятия, катаракта, снижение остроты зрения, повышенное слезоотделения; нечасто — глухота, снижение слуха, звон в ушах, боль или зуд в ушах, слепота, атеросклероз сосудов сетчатки, тромбоз вен сетчатки, кератит, отёк век, конъюнктивит, зуд глаз, покраснение глаз, воспаление глаз, синдром «сухого» глаза.

### Со стороны эндокринной системы
Часто — синдром Кушинга; нечасто — надпочечниковая недостаточность, гипотиреоз, гирсутизм.

### Со стороны пищеварительной системы
Очень часто — запор, диарея, тошнота; часто — рвота, диспепсия, эпигастральная боль, гастрит, абдоминальная боль, стоматит, сухость во рту, метеоризм; нечасто — желудочно-кишечные кровотечения, эзофагит, гастроэзофагеальный рефлюкс, колит, гастродуоденит, отсутствие слюноотделения, гастроэнтерит, боль в области пищевода, дисфагия, афтозный стоматит, «обложенный» язык, онемение слизистой оболочки полости рта, боль в языке и др. органах полости рта, чувство дискомфорта в эпигастральной области, кровоточивость десен, гингивит, проктит, геморрой.

Инфекции и инвазии: часто — пневмония*, инфекции верхних и нижних дыхательных путей, герпетические инфекции, инфекции мочевыводящих путей, синусит, кандидоз и др. грибковые поражения слизистой оболочки полости рта; нечасто — септический шок, менингит, сепсис, в том числе на фоне нейтропении, подострый эндокардит, бронхопневмония, пневмоцистная пневмония, атипичная пневмония, вирусное поражение (опоясывающий лишай) глазного нерва, грибковые поражения стоп, бурсит, отит, пустулезная сыпь, бактериемия (Enterobacter spp.), рожа, кандидоз половых органов, пищевода, простатит, воспаление подкожной клетчатки, бурсит, синусит, фурункулёз, вирусные поражения анальной области.

### Со стороны обмена веществ
Очень часто — повышение или снижение массы тела; часто — анорексия, дегидратация, задержка жидкости; нечасто — метаболический ацидоз, сахарный диабет или его прогрессирование, кахексия, подагра, повышение аппетита.

### Со стороны опорно-двигательного аппарата
Очень часто — мышечные судороги*, мышечная слабость; часто — миопатия (в том числе стероидная), миалгия, артралгия, боль в конечностях, боль в спине, боль в костях, боль в грудной клетке; нечасто — остеонекроз, атрофия мышц, мышечные спазмы, амиотрофия, припухание суставов, «скованность» в суставах, ночные крампи, деформация большого пальца стопы.

### Со стороны нервной системы
Часто — инсульт, потеря сознания, периферическая нейропатия (в том числе сенсорная), головокружение, извращение вкуса, потеря вкусовой чувствительности, парестезии, головная боль, тремор*, гипестезия*, сонливость, снижение памяти; нечасто — внутричерепное кровотечение, тромбоз венозного синуса, тромботический инсульт, церебральная ишемия, преходящее нарушение мозгового кровообращения, лейкоэнцефалопатия, вазовагальные приступы, нейротоксичность, периферическая моторная нейропатия, дизестезия, афония, дисфония, нарушение концентрации внимания, атаксия, нарушения равновесия, постуральное головокружение, непроизвольные сокращения мышц, дискинезия, гиперестезия, моторная дисфункция, миастенический синдром, парестезии слизистой оболочки полости рта, психомоторная гиперактивность, потеря обоняния.

### Со стороны психики
Очень часто — бессонница; часто — потеря ориентации, галлюцинации, депрессия, агрессия, возбуждение, нервозность, раздражительность, эмоциональная лабильность; нечасто — психоз, бред, изменения ментального статуса, обострение депрессии, расстройства сна, яркие сновидения, подавленное настроение, аффективная лабильность, апатия, снижение либидо, ночные «кошмары», личностные изменения, панические атаки, тревога.

### Со стороны мочеполовой системы
Часто — почечная недостаточность, эректильная дисфункция, гинекомастия, метроррагия, боль в сосках; нечасто — острая почечная недостаточность, учащение мочеиспускания, почечный тубулярный некроз, цистит, гематурия, задержка мочи, дизурия, приобретенный синдром Фанкони, недержание мочи, полиурия, никтурия.

### Со стороны дыхательной системы
Часто — ТЭЛА, одышка* (в том числе при физической нагрузке), кашель, бронхит, охриплость голоса, икота, фарингит, назофарингит; нечасто — бронхопневмопатия, бронхиальная астма, плевральные боли, респираторный дистресс, заложенность носа, заложенность придаточных пазух носа и болевые ощущения в них, повышение отделяемого из глотки, ларингит, ринорея, ощущение «сухости» в горле.

### Со стороны кожных покровов
Очень часто — кожная сыпь*; часто — отёк лица, сухость кожи, зуд кожи*, эритема, фолликулит, гиперпигментация кожи, экзантема, повышенная потливость, ночная потливость, алопеция; нечасто — узловатая эритема, сыпь (в том числе эритематозная и зудящая), пигментация губ, экзема, эритродермия, поверхностные трещины кожи, гиперкератоз, обострение угревой сыпи, пролежни, розовые угри, себорейный дерматит, пруриго, жжения кожи, десквамация кожи, петехии, фоточувствительность, депигментация кожи.

### Лабораторные показатели
Часто — гипергликемия, гипокалиемия, гипокальциемия; нечасто — гиперурикемия, гиперфосфатемия, гипоальбуминемия, гипонатриемия, гипомагниемия, гипофосфатемия, удлинение протромбинового времени, увеличение MHO, удлинение АЧТВ, снижение мочевины в сыворотке крови, повышение активности ЩФ, ЛДГ, АЛТ, СРБ, повышение концентрации мочевины и креатинина, повышение или снижение активности ТТГ, положительная реакция на ЦМВ, приобретенная гипогаммаглобулинемия, хромосомные аномалии.

### Прочие
Очень часто — слабость*, астения*, периферические отёки; часто — лихорадка, озноб, воспаление слизистых оболочек, сонливость, недомогание; нечасто — повышение температуры тела, боль в груди, чувство «заложенности» в груди, неустойчивость походки, жажда, гриппоподобный синдром, снижение работоспособности, замедление заживления ран; развитие базалиомы, мультиформной глиобластомы.
Для большинства побочных эффектов не обнаружено различий в частоте развития в зависимости от вида терапии леналидомид/дексаметазон или плацебо/дексаметазон.

## Противопоказания
Гиперчувствительность к леналидомиду, беременность, период лактации, сохранённый детородный потенциал, за исключением случаев, когда возможно соблюдение всех необходимых условий программы предохранения от беременности, невозможность или неспособность пациента соблюдать необходимые меры контрацепции, детский возраст до 18 лет.
Для ЛФ, содержащих лактозу (дополнительно): наследственная непереносимость лактозы, дефицит лактазы, глюкозо-галактозная мальабсорция.

## Особые указания
Лечение необходимо проводить под наблюдением гематолога или химиотерапевта.

Леналидомид — структурный аналог талидомида, обладающего выраженным тератогенным действием (тяжёлые и жизнеугрожающие нарушения внутренних органов плода с частотой до 30 %). Исследования леналидомида у животных показали результаты, сходные с описанными ранее результатами для талидомида. При применении леналидомида во время беременности риск развития врожденных дефектов очень велик.

Неукоснительное соблюдение всех требований «Программы предохранения от беременности», которая прилагается к препарату, должно распространяться как на женщин, так и на мужчин.

Женщина детородного возраста на фоне лечения должна использовать надежные методы контрацепции в течение 4 недель до начала лечения, во время терапии и в течение 4 недель после окончания лечения, даже в случае перерывов в лечении, а также проводить тест на беременность (чувствительность не менее 25 мМЕ/мл) каждые 4 недели.

Нет данных о проникновении леналидомида в семенную жидкость, поэтому мужчины, принимающие леналидомид, должны пользоваться презервативами в течение всего курса лечения и в течение 1 недели после прерывания или прекращения лечения при сексуальном контакте с беременными женщинами или женщинами детородного возраста, не использующими надежные методы контрацепции.

К высокоэффективным методам контрацепции относят: п/к гормональные импланты, ВМС с левоноргестрелом, депо-формы медроксипрогестерона, перевязка маточных труб, вазэктомия партнёра (подтверждается 2 отрицательными анализами семенной жидкости), гестаген-содержащие контрацептивы, ингибирующие овуляцию (например, дезогестрел).

Приём комбинированных пероральных контрацептивов не показан пациенткам с множественной миеломой в связи с повышенным риском тромбоэмболических осложнений на фоне лечения леналидомидов и дексаметазоном, который сохраняется в течение 4-6 нед после прекращения приёма пероральные контрацептивы. Эффективность гормональных контрацептивов может быть снижена вследствие одновременного применения дексаметазона.

На фоне нейтропении при применении в качестве противозачаточного средства п/к гормональные имплантаты или ВМС, выделяющие левоноргестрел, необходимо профилактически назначать антибиотики в связи с повышенным риском инфекционных осложнений в момент их постановки.

Использование ВМС, выделяющих Cu2+, не рекомендуется в связи с высоким риском развития инфекционных осложнений в момент имплантации и повышенной кровопотери во время менструации, которая может усилить выраженность нейтропении или тромбоцитопении.

На фоне комбинированной терапии леналидомидом и дексаметазоном отмечается повышение частоты тромбозов глубоких вен и ТЭЛА у пациентов с множественной миеломой. Факторы риска — тромбоэмболические осложнения в анамнезе, сопутствующая терапия эритропоэтином, заместительная гормональная терапия. Hb выше 13 г% у больных множественной миеломой, получающих лечение леналидомидом и дексаметазоном, предполагает прекращение терапии эритропоэтином. Пациенты должны быть предупреждены о необходимости немедленного обращения к врачу в случае появления таких симптомов как одышка, боль в грудной клетке, отёк верхней или нижней конечности.
Для профилактики венозной тромбоэмболии, особенно у пациентов, имеющих дополнительные факторы риска, рекомендуется использовать низкомолекулярные гепарины или варфарин. Решение о применении антикоагулянтной терапии следует принимать после тщательной оценки индивидуальных факторов риска.

На фоне применения леналидомида/дексаметазона повышен риск развития нейтропении 4 ст. Пациенты должны быть проинформированы о необходимости своевременно сообщать лечащему врачу о любых повышениях температуры выше 38 град. С. При выраженной нейтропении целесообразно применение колониестимулирующих факторов роста.

На фоне применения леналидомида/дексаметазона повышен риск развития тромбоцитопении 3 и 4 ст. Рекомендуется тщательный контроль (со стороны и врача, и пациента) симптомов повышенной кровоточивости, включая петехии и кровохарканье. 

В течение первых 2-х мес лечения еженедельно, а в последующем ежемесячно рекомендуется проводить развернутый анализ крови, включая определение формулы крови, числа лейкоцитов, тромбоцитов, Hb, гематокрита. 

При сопутствующей ХПН необходимо тщательно контролировать состояние функции почек и дозу препарата.

Во время лечения необходим регулярный контроль функции ЩЖ в связи с риском развития гипотиреоза.

Нельзя исключить риск нейротоксического действия леналидомида при длительном применении, учитывая структурное сходство его с талидомидом, который известен своим выраженным нейротоксическим действием.

В связи с выраженной противоопухолевой активностью леналидомида возможно развитие синдрома лизиса опухоли, особенно при наличии значительной опухолевой массы. 

Некоторые побочные действия, такие как головокружение, слабость, сонливость и нечеткость зрительного восприятия могут отрицательно повлиять на способность управления автотранспортом и выполнение потенциально опасных видов деятельности, требующих повышенной концентрации внимания и быстроты психомоторных реакций. В этой связи при управлении транспортными средствами и работе с механизмами следует проявлять особую осторожность.

## Лекарственное взаимодействие
Повышает плазменную концентрацию дигоксина (Сmax дигоксина — 114 %, AUC — 108 %), поэтому на фоне лечения леналидомидом рекомендуется определять концентрацию дигоксина.